# La danza dei milioni
Pour plus de détails, voir Fiche technique et Distribution.
La danza dei milioni est un film italien réalisé par Camillo Mastrocinque, sorti en 1940.

## Synopsis
Un jeune homme, malgré son niveau d'instruction, ne trouve pas de travail et, après diverses tentatives, demande à un de ses camarades de classe, secrétaire du président d'une importante banque hongroise, de lui laisser un bureau dans sa chambre et de se faire passer pour un employé. La capacité du jeune homme, mais aussi son audace, lui ont valu d'être rapidement remarqué par les responsables de l'institution bancaire. Bientôt, un accord qu'il a conçu est sérieusement envisagé par les dirigeants des banques, les représentants du ministère et d'autres organisations financières. Ainsi est né de nulle part un consortium grandiose pour le financement des travaux publics. L'audace du jeune homme a gagné il est chargé de l'organisation et peut épouser la fille du président.

## Fiche technique
- Titre : La danza dei milioni
- Réalisation : Camillo Mastrocinque
- Scénario : Luigi Zampa d'après la pièce de Ladislas Fodor
- Photographie : Ugo Lombardi
- Montage : Duilio A. Lucarelli
- Musique : Franco D'Achiardi
- Pays d'origine : Royaume d'Italie
- Format : Noir et blanc - 1,37:1 - Mono
- Genre : comédie
- Date de sortie : 1940

## Distribution
- Nino Besozzi : Gustavo Wiesinger
- Jole Voleri : Herta
- Miretta Mauri : la secrétaire Franzi
- Carlo Campanini : Adolfo Fritsch
- Enzo Biliotti : le président de la banque Mitropa
- Guido Notari : Walter
- Giacomo Moschini : le baron Fabri
- Albino Principe : Stefano
- Armando Migliari : le directeur général
- Arturo Bragaglia : Gombos
- Emilio Petacci : Maggiordomo
- Alfredo Martinelli : l'huissier de banque
- Roberto Bianchi Montero
- Walter Grant